# SS Rex
SS Rex – włoski turbinowy statek pasażerski o 12 pokładach (zamówiony przez "Lloyd Triestino", lecz przejęty w trakcie budowy przez armatora "NGI") zbudowany w roku 1932 przez stocznię Ansaldo S.A. z Genui (aktu chrztu statku dokonał król włoski Wiktor Emanuel III) i wprowadzony na linię genueńsko-nowojorską (jednostką podobną konstrukcyjnie był SS Conte di Savoia). "Rex" charakteryzował się nowoczesną architektonicznie sylwetką i nowymi rozwiązaniami technicznymi. W podróż dziewiczą do Nowego Jorku wyruszył 27 września 1932 roku (podczas której doznał awarii maszyn i zawinął do Gibraltaru, w którym to część niezadowolonych pasażerów przesiadła się na niemiecki liniowiec pasażerski SS Europa – ku zdziwieniu pasażerów "Europy" po zawinięciu do Nowego Jorku – "SS Rex" stał już przycumowany w porcie Nowego Jorku). Całokształt konstrukcyjny statku stał się pierwowzorem przyszłej "szkoły włoskiej" projektowania wielkich liniowców pasażerskich. Statek zdobył w roku 1933 Błękitną Wstęgę Atlantyku. We wrześniu 1944 "Rex" uległ zbombardowaniu i wypalony zatonął w okolicy słoweńskiego portu w Koprze.